# Тунельна (платформа)
Тунéльна — пасажирський зупинний пункт Дніпровської дирекції Придніпровської залізниці на лінії Нижньодніпровськ-Вузол — Апостолове між станціями Дніпро-Лоцманська (1 км) та Зустрічний (3 км). Розташований у місцевості Мандриківка, Соборному районі міста Дніпра, біля Тунельної балки.

## Історія
Зупинний пункт відкритий у 1964 році. Назва походить від залізничного тунелю, що розташований за 1500 метрів. Платформа зведена на високому насипу і розрахована на чотири вагони. Звідси відкривається краєвид на північну частину урочища Тунельної балки. У низині, під насипом, знаходиться водовідвідний тунель, яким тече струмок, а також заливні луки.
Тунельна балка
Перед тим, як в'їхати на приміському поїзді в тунель, в ньому вмикається внутрішнє освітлення, так як в тунелі відсутнє освітлення, лише періодично тьмяно мерехтять лампи, закріплені на склепіннях старого тунелю, який застав ще парову тягу. Через декілька хвилин приміський поїзд в'їжджає в навколишню частину Тунельної балки. Пейзаж тут докорінно відрізняється від того, який видно поблизу станції Зустрічний.
Залізнична колія через балку була прокладена ще до війни, у  1930-ті роки, разом з відкриттям тунелю, яким є можливість скористатися для руху поїздів крізь довгий пагорб, вздовж якого простягається Запорізьке шосе і під'їзна колія в Авіаторське (до аеропорту).
Дільниця Апостолове — Дніпро-Лоцманська введена в експлуатацію у 1929 році. Частково електрифікована до станції Зустрічний. У 1930-ті роки ХХ століття через Тунельну балку курсували  важкі вантажні склади під управлінням потужними на той час паровозами ФД, але це були не єдині вантажні локомотиви — періодично проходили більш легкі склади, які вели паровозами СО, які надійшли до локомотивного депо станції Нижньодніпровськ-Вузол, а саме у 1935 році, поступово витіснивши паровози серії Е.
У 1970—1980 роках через Тунельну балку курсували вантажні тепловози ТЕ3, яким поступово на зміну надійшли тепловози 2ТЕ116, зрідка обслуговували маневрові ТЕМ1 й ЧМЕ3, пасажирські локомотиви ЧС1, ЧС2, ТЕП60, а пізніше і ЧС7. З відстороненням  паровозів серії СО, ФД та електровозів ВЛ22м, основними вантажними локомотивами стали ВЛ8, що експлуатуються з 1960-х років.
З середини 1990-х років через Тунельну балку прямують все ті ж електровози ВЛ8 та ВЛ8м з вантажними поїздами, а тепловози 2ТЕ116 ведуть приміські поїзди сполученням Дніпро — Апостолове і понині.
У 1998 році Тунельною балкою вперше прослідував перший український магістральний електровоз ДЕ1-001.

## Пасажирське сполучення
На платформі Тунельна зупиняються приміські поїзди сполученням Дніпро — Апостолове.